# Bréhan
Bréhan (bretonisch: Brehant-Loudieg; Gallo: Berhaund-Lódeyac) ist eine französische Gemeinde mit 2298 Einwohnern (Stand 1. Januar 2022) im Département Morbihan in der Region Bretagne. Sie gehört zum Gemeindeverband Pontivy Communauté.

## Geographie
Bréhan liegt im Zentrum der Bretagne im Norden des Départements Morbihan an der Grenze zum Département Côtes-d’Armor und gehört zum Pays de Pontivy.
Nachbargemeinden sind La Chèze und La Ferrière im Nordosten, Plumieux und Saint-Étienne-du-Gué-de-l’Isle im Osten, Forges de Lanouée im Südosten, Pleugriffet im Südwesten, Crédin und Rohan im Westen sowie Saint-Barnabé im Nordwesten.
Der Ort liegt weit abseits von Straßen für den überregionalen Verkehr. Der nächste bedeutende Straßenanschluss (Fernstraße von Pontivy nach Loudéac) liegt rund acht Kilometer nordwestlich der Gemeinde.
Die bedeutendsten Gewässer sind die Flüsse Oust und Lié sowie der Canal de Nantes à Brest. Entlang dieser Wasserläufe verläuft teilweise die Gemeindegrenze.

## Bevölkerungsentwicklung
| Jahr      | 1962 | 1968 | 1975 | 1982 | 1990 | 1999 | 2009 |
| Einwohner | 1997 | 1885 | 2005 | 2257 | 2284 | 2314 | 2326 |

## Geschichte
Die Gemeinde gehört historisch zur bretonischen Region Bro-Sant-Brieg (frz. Pays de Saint-Brieuc) und innerhalb dieser Region zum Gebiet Bro Loudieg (frz. Pays de Loudéac) und teilt dessen Geschichte. Von 1801 bis zu dessen Auflösung am 10. September 1926 gehörte sie zum Arrondissement Ploërmel. Von 1793 bis zu dessen Auflösung 1801 gehörte Bréhan zum Kanton Brehan Loudeac.

## Sehenswürdigkeiten
Quellen:  und 

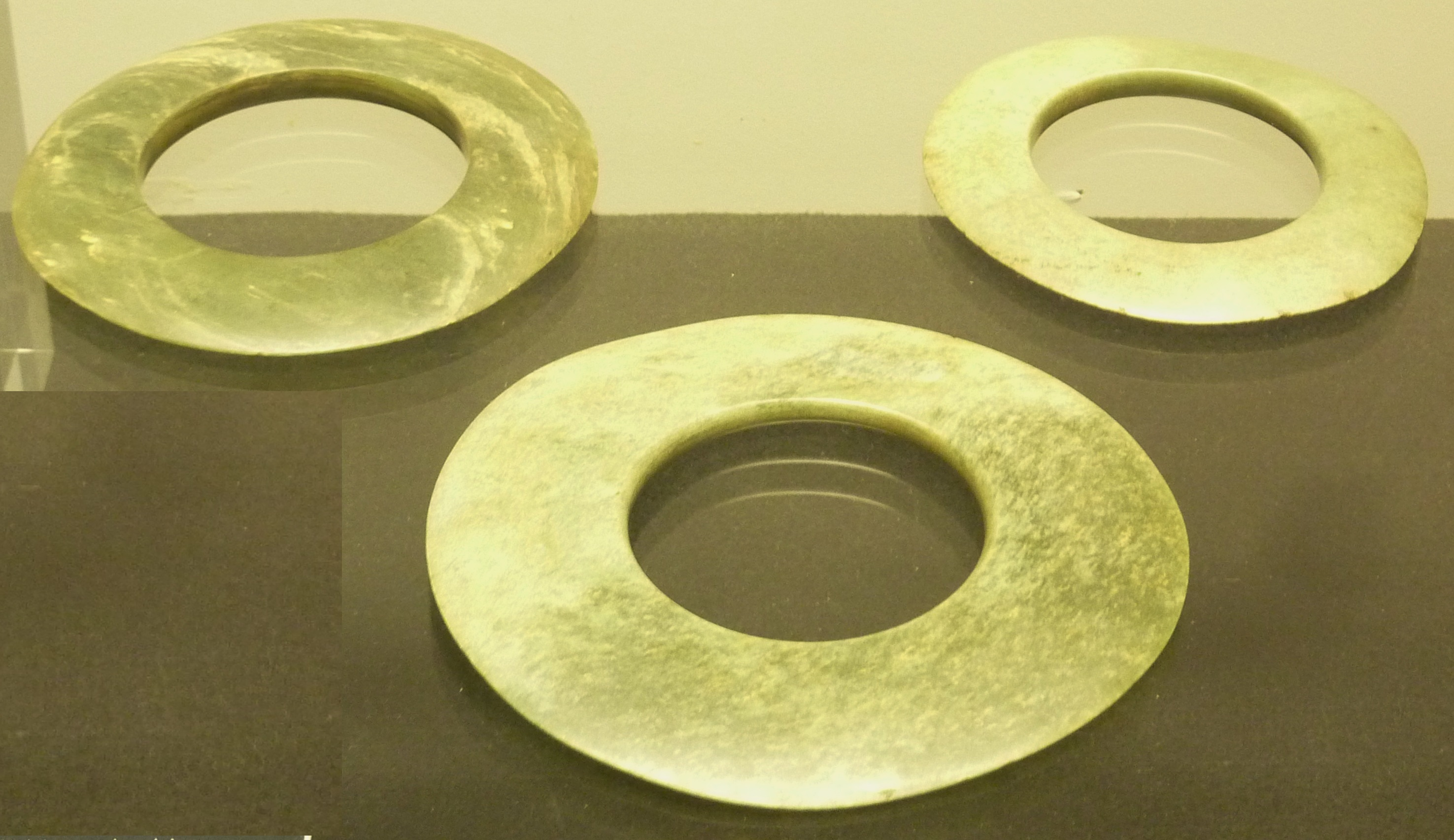
Armringe aus alpinem Jadeit die 1905 im inzwischen zerstörten Grabhügel von Ville Ruault in Bréhan gefunden wurden

- Kirche Notre-Dame von 1884 im neogotischen Stil
- Kapelle Saint-Isidore von 1718, vergrößert 1888 im gleichnamigen Ort
- Kapelle Saint-Marc aus dem 16. Jahrhundert im gleichnamigen Ort
- Kapelle Saint-Yves aus dem 19. Jahrhundert
- Papiermühle aus dem Jahr 1484
- Herrenhaus von L'Estuer aus dem 16. Jahrhundert
- Mühle von La Fosse aus dem Jahr 1850
- Trappistenabtei von Tymadeuc
- Kalvarienberge und (Weg-)Kreuze
- mehrere denkmalgeschützte Schleusenanlagen im Canal de Nantes à Brest

Schleusen in Bréhan
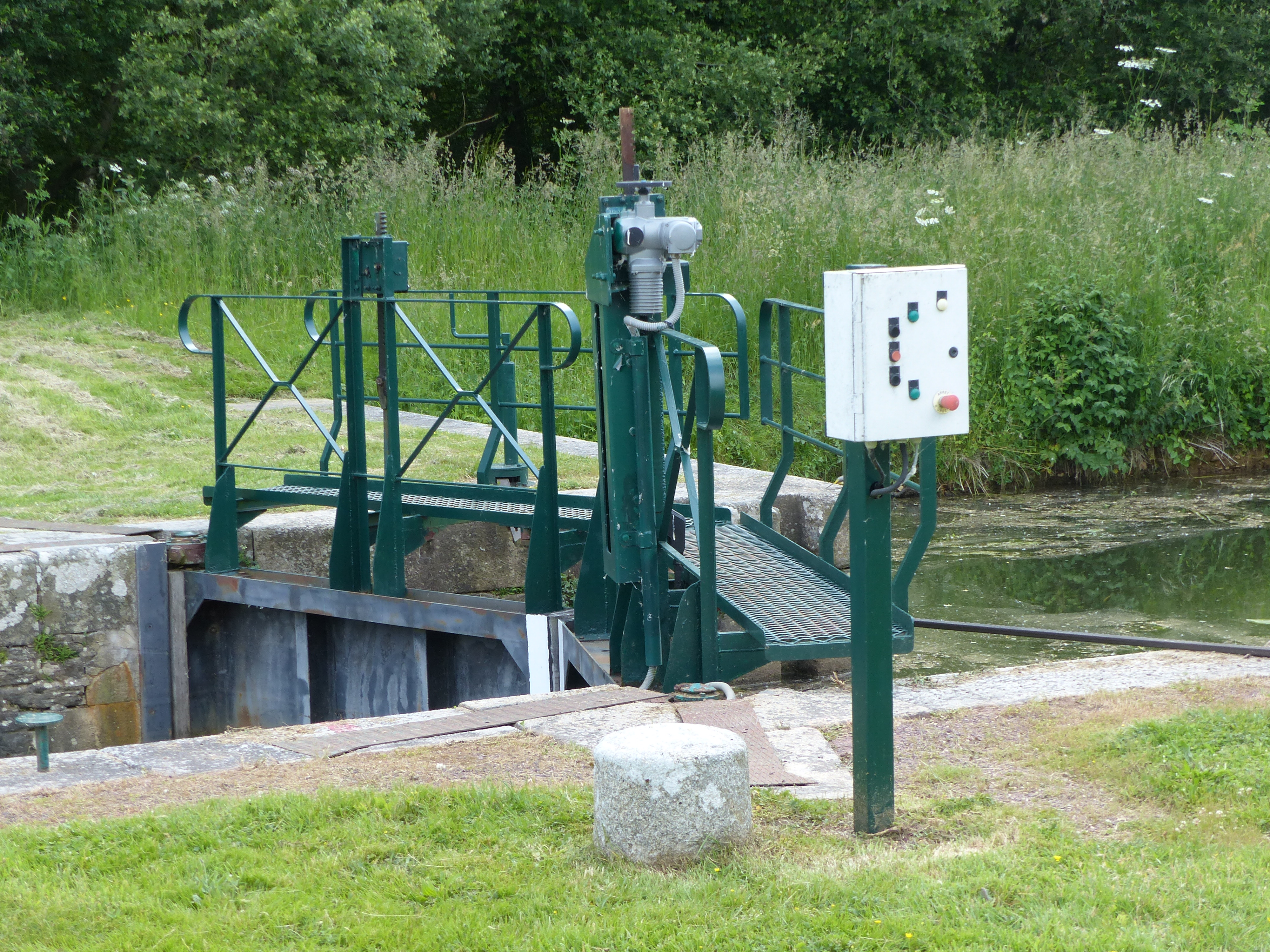
Schleuse Griffet
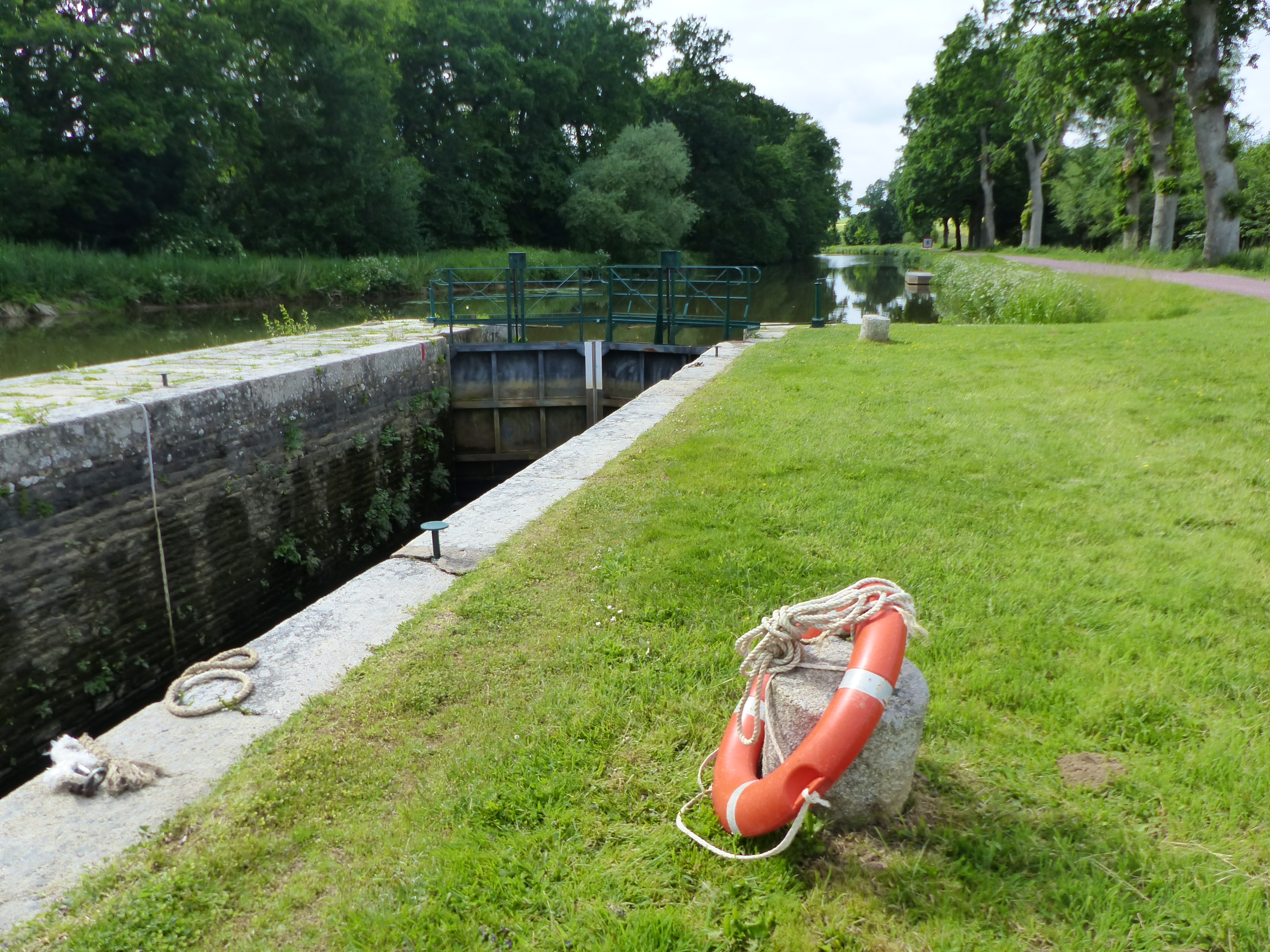
Schleuse La Grenouillière
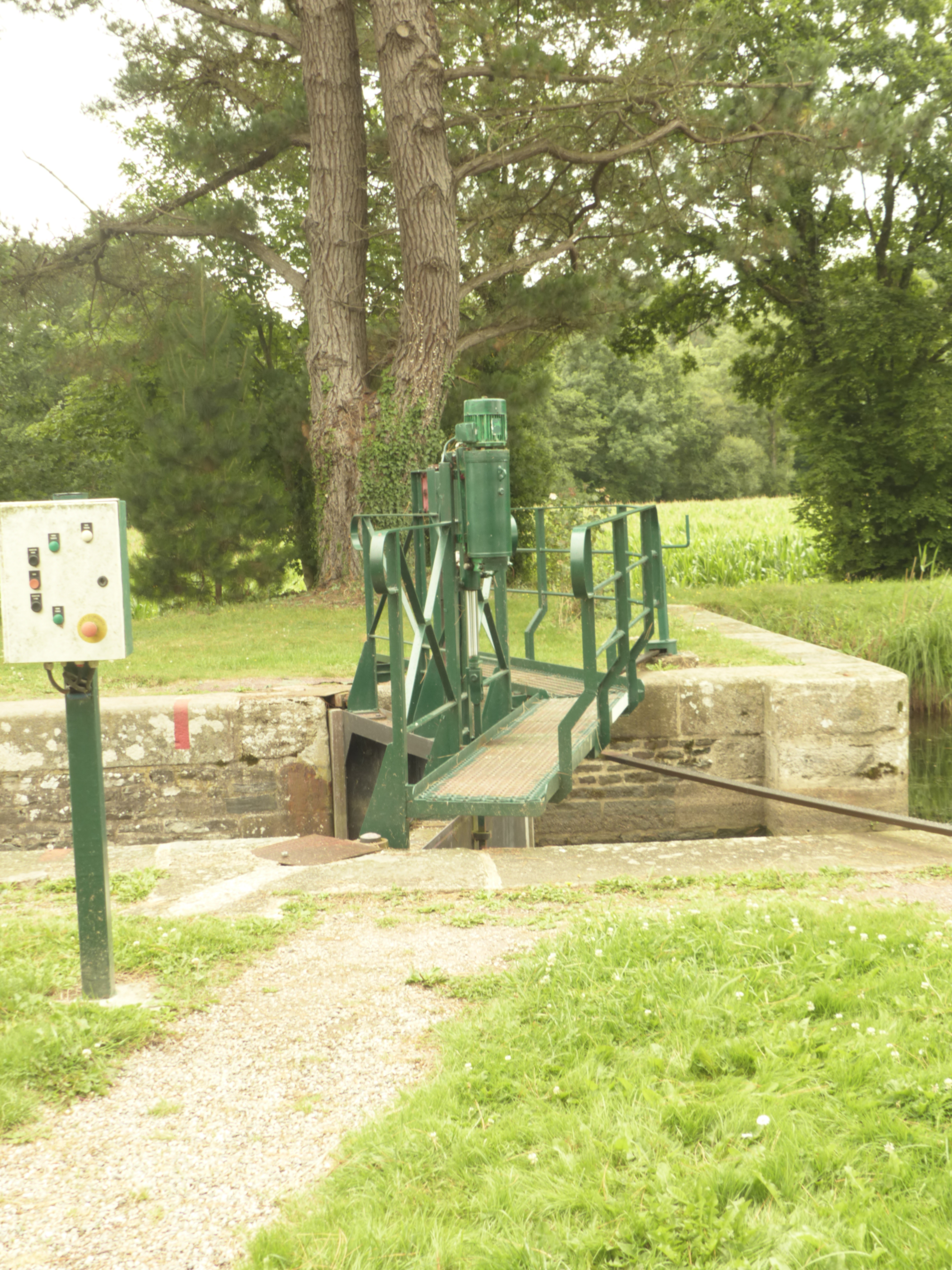
Schleuse L’Île
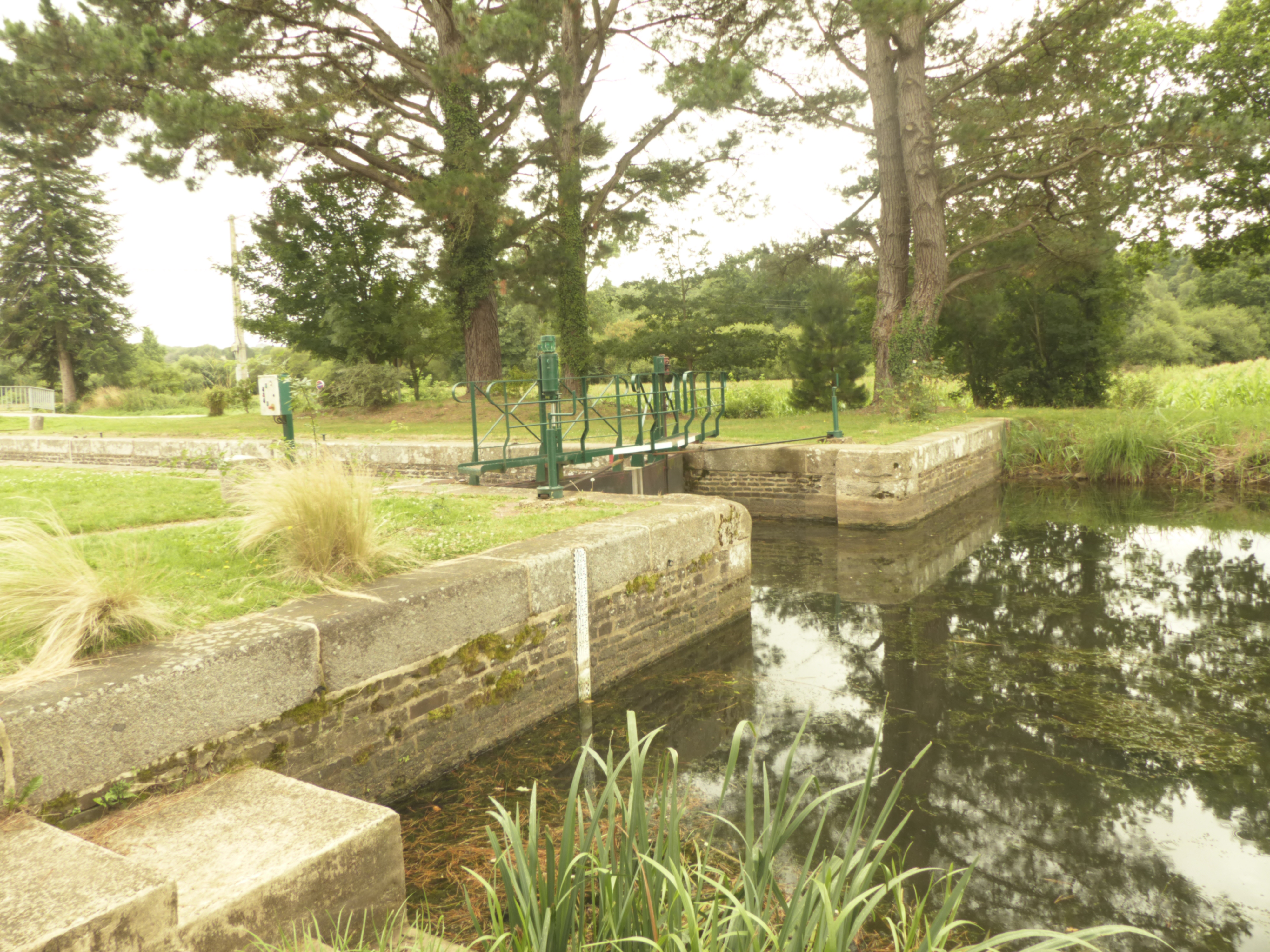
Schleuse Penhouët
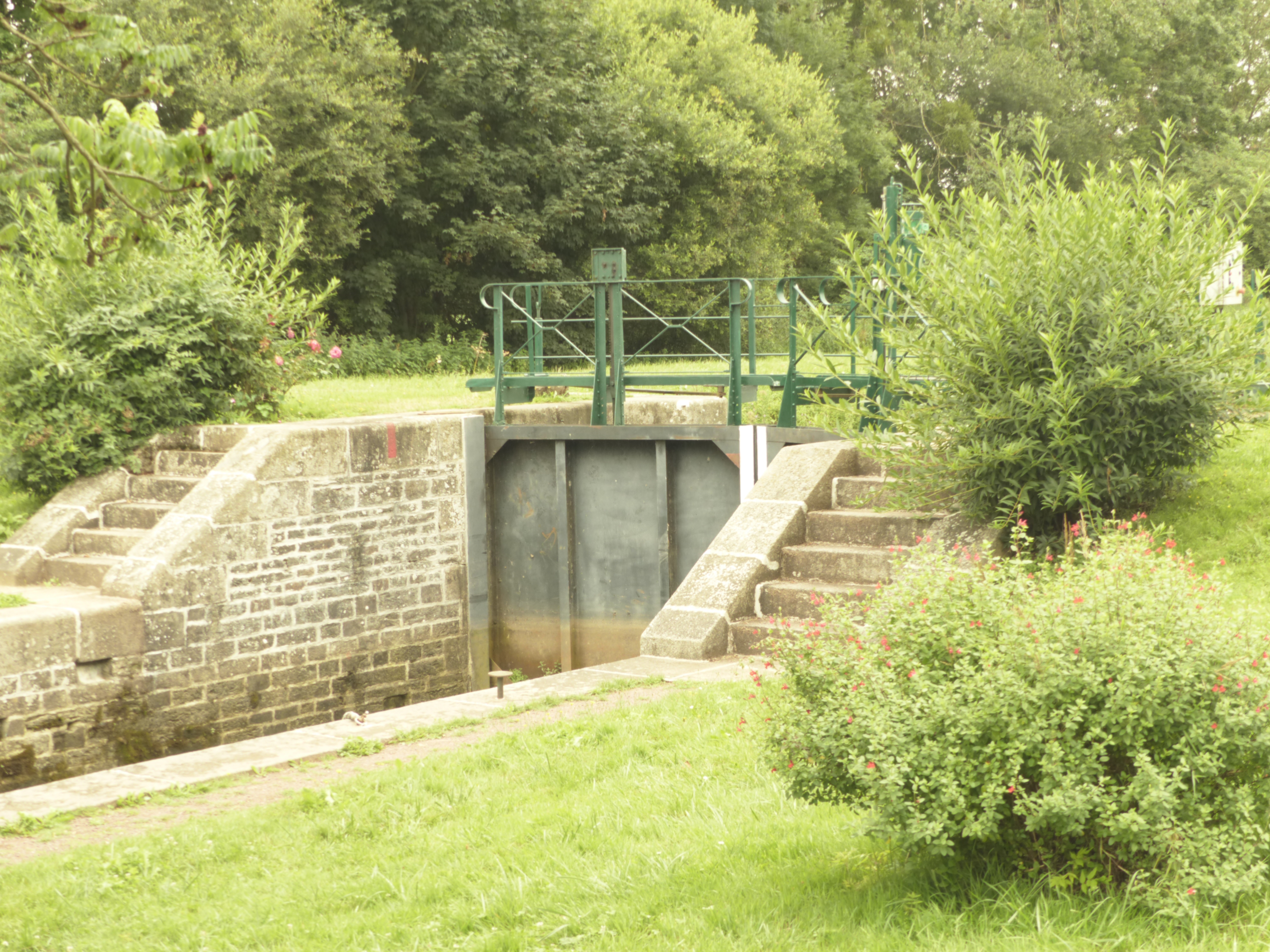
Schleuse Timadeuc
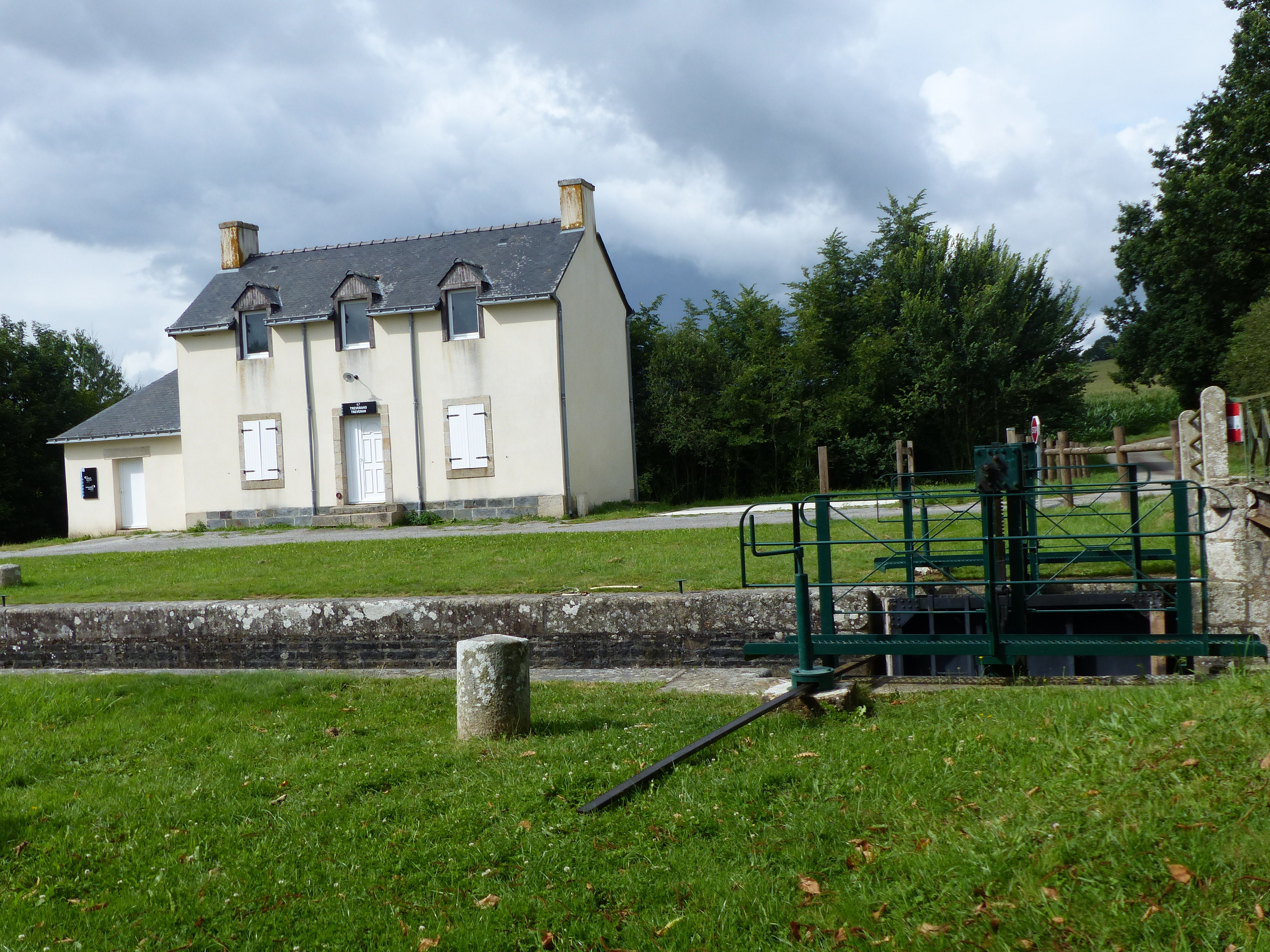
Schleuse Trévérand